# Hypognatha tampo
Hypognatha tampo Levi, 1996 è un ragno appartenente alla famiglia Araneidae.

## Etimologia
Il nome della specie è il risultato di un'arbitraria scelta di lettere, in parte derivanti dalla riserva peruviana di rinvenimento degli esemplari: Zona Reservada Tambopata

## Caratteristiche
L'olotipo femminile rinvenuto ha dimensioni: cefalotorace lungo 1,43mm, largo 1,15mm; opistosoma lungo 2,6mm, largo 2,9mm.

## Distribuzione
La specie è stata reperita nel Perù meridionale: all'interno della Zona Reservada Tambopata, appartenente alla Provincia di Tambopata, nella regione di Madre de Dios.

## Tassonomia
Al 2014 non sono note sottospecie e dal 1996 non sono stati esaminati nuovi esemplari.